# Xã Spring Brook, Quận Lackawanna, Pennsylvania
Xã Spring Brook (tiếng Anh: Spring Brook Township) là một xã thuộc quận Lackawanna, tiểu bang Pennsylvania, Hoa Kỳ. Năm 2010, dân số của xã này là 2.768 người.